# Mas de Coll I (Amposta)
El Mas de Coll I és una masia d'Amposta inclosa a l'Inventari del Patrimoni Arquitectònic de Catalunya.

## Descripció
És una edificació de planta rectangular composta per dos cossos d'habitatge adossats i un rafal lateral obert només per una banda. Al davant té una gran esplanada que fa d'era. Al darrere hi ha les restes d'antigues construccions enderrocades. Els dos cossos d'habitatge són d'èpoques diferents, però actualment es comuniquen per l'interior. El més antic és el contigu al porxo. Actualment l'arrebossat deixa veure el mur de separació entre els dos, amb grans carreus de pedra als angles, el que indica que al principi aquest cos no existia, tot i que ara té l'entrada principal, una porta allindada de pedra amb la data de 1694 gravada a la llinda. L'interior no ha estat refet modernament. A la part antiga, el sector inferior del mur és molt més gruixut.
El porxo lateral té la coberta de teules sobre fusta i canyes i arrebossat antic de calç en alguns sectors de mur. En un principi no era obert directament al carrer.
Segons el propietari hi havia unes pedres treballades que van desaparèixer.
A la llinda de la porta principal, a més de la data hi ha una inscripció poc llegible en la que sembla posar: "CIPUADANION III CUERTES".

## Història
No hi ha notícies documentals, però devia ser important al Delta almenys des del segle xvii. La família propietària l'ha heretat des de fa diverses generacions, afavorint la degradació i l'espoliació. Segons un dels propietaris hauria pogut ser centre de recaptació d'impostos, anterior al 1694. També és possible que formés part d'un conjunt d'edificacions més gran, donat que treballant les terres properes s'han trobat nombrosos carreus i blocs de pedra treballats.